# Championnat d'Israël de football 1956-1957
Navigation
Championnat d'Israël 1955-1956 Championnat d'Israël 1957-1958
Le Championnat d'Israël de football 1956-1957 est la 6e édition de ce championnat.

## Classement[1]
| Rang | Équipe               | Pts | J  | G  | N | P  | Bp | Bc | Diff |
| ---- | -------------------- | --- | -- | -- | - | -- | -- | -- | ---- |
| 1    | Hapoël Tel-Aviv      | 28  | 18 | 13 | 2 | 3  | 41 | 19 | +22  |
| 2    | Hapoël Petah-Tikvah  | 24  | 18 | 10 | 4 | 4  | 42 | 25 | +17  |
| 3    | Maccabi Tel-Aviv     | 23  | 18 | 10 | 3 | 5  | 36 | 20 | +16  |
| 4    | Maccabi Petah-Tikvah | 21  | 18 | 8  | 5 | 5  | 27 | 26 | +1   |
| 5    | Maccabi Haïfa        | 19  | 18 | 8  | 3 | 7  | 34 | 27 | +7   |
| 6    | Beitar Tel-Aviv      | 15  | 18 | 6  | 3 | 9  | 29 | 40 | -11  |
| 7    | Maccabi Netanya      | 14  | 18 | 6  | 2 | 10 | 20 | 27 | -7   |
| 8    | Hapoël Haïfa         | 14  | 18 | 7  | 0 | 11 | 22 | 38 | -16  |
| 9    | Hapoël Ramat-Gan     | 12  | 18 | 4  | 4 | 10 | 23 | 32 | -9   |
| 10   | Maccabi Jaffa        | 10  | 18 | 4  | 2 | 12 | 19 | 39 | -20  |

|  | Champion |
|  | Relégué  |

## Bilan de la saison
| Tableau d'Honneur                |                     |
| Compétition                      | Vainqueur           |
| Championnat d'Israël de football | Hapoël Tel-Aviv     |
| Coupe d'Israël de football       | Hapoël Petah-Tikvah |

| Promotions et relégations |                                       |
| Relégués en Liga Leumit   | aucun                                 |
| Promus en Ligat ha'Al     | Hapoël Kfar Sabah Hapoël Jérusalem FC |